# Droga krajowa B66 (Niemcy)
Droga krajowa 66 (niem. Bundesstraße 66, B 66) – niemiecka droga krajowa przebiegająca  z zachodu na wschód od skrzyżowania z drogą B61 w Bielefeld do skrzyżowania z drogą B1 w Barntrup w Nadrenii Północnej-Westfalii.
Droga krajowa 66n (niem. Bundesstraße 66n, B 66n) stanowi ok. 5 km długą, południową obwodnicę miejscowości Lemgo.